# Descenso de Liga Deportiva Universitaria a la Serie B en 2000
El descenso de Liga Deportiva Universitaria a la Serie B de Ecuador —primera división "B"— del fútbol ecuatoriano fue el 3.° descenso del equipo albo a esta categoría, en la que jugaron un partido entre Liga Deportiva Universitaria y Centro Deportivo Olmedo, el 5 de noviembre de 2000, finalizando con empate 3-3 en la última fecha frente a Olmedo de Riobamba.
Los dos clubes militaban en aquel año en la Serie A del Fútbol Ecuatoriano.

## Los descensos en el fútbol ecuatoriano
Los campeonatos oficiales de fútbol en Ecuador son organizados por la Federación Ecuatoriana de Fútbol. Los clubes afiliados disputan anualmente los torneos, los que se dividen en categorías o «divisionales», cada una de las cuales determina una jerarquía u orden de importancia del campeonato en disputa. Los torneos establecen un sistema de ascensos y descensos mediante el cual los mejores equipos del campeonato del año en curso obtienen el derecho a participar, en la siguiente temporada, del torneo de jerarquía inmediatamente superior; así como los peores promedios de los equipos del torneo superior son castigados de modo que el año entrante participen en el campeonato de importancia inmediatamente inferior.
La Primera División "A" (Serie A de Ecuador) contaba con 10 equipos, los que jugaba un campeonato local por año: el torneo largo (en todo el año), el cual finalizaba el año, momento en que se dirimen los descensos de ella y, como contrapartida, los ascensos a ella.
El descenso de equipos a la Primera División "B" (Serie B de Ecuador) se realizaba a través de un sistema de posiciones. Al finalizar cada temporada los dos equipos de peor puntaje en la tabla de las posiciones pierden la categoría. El número total de equipos que cambian de división entre temporadas fluctúa, por lo tanto, entre un mínimo de dos y un máximo de dos, de acuerdo con los resultados de ambas promociones, las cuales interrelacionan a las categorías inmediatas.
Si bien el sistema condena a los planteles que descienden a pagar por las malas campañas de los de temporadas anteriores, hace que un equipo de una categoría solo descienda luego de un largo período con resultados no satisfactorios, neutralizando o morigerando así las crisis pasajeras de los equipos mejor administrados.
Desde la implementación del sistema de ascensos y descensos para definir un eventual primer y segundo descenso a la Serie B de Ecuador, en la temporada 1967, solo un equipo de los denominados grandes (El Nacional en 1979 y Emelec en 1980) había tenido que revalidar su lugar en la máxima categoría en esa instancia; hasta que en noviembre de 2000, el club Liga Deportiva Universitaria, por última vez en su historia, disputó y perdió la última fecha a manos del Olmedo de Riobamba, siendo este hecho parte de la historia de Liga de Quito (en 1978 ya había descendido por primera vez en su historia).

### Otros equipos «grandes» que también descendieron
Antes que Liga, otros dos equipos de los considerados grandes del fútbol ecuatoriano habían pasado por la misma situación:
- El Nacional en 1979 El 18 de julio de 1979, El Nacional perdió 1 a 0 con Liga en el Estadio Olímpico Atahualpa y fue el primer grande en descender la Categoría. Estuvo en la Segunda Etapa de la Serie B de 1979.
- Emelec en 1980 El 9 de noviembre de 1980, Emelec perdió 2 a 0 con El Nacional en el Estadio Olímpico Atahualpa y fue el segundo grande en descender la Categoría. Estuvo en la Primera Etapa de la Serie B de 1981.
- El Nacional en 2020 El 20 de diciembre de 2020, El Nacional perdió 1 a 0 con Orense en el Estadio 9 de Mayo de Machala y fue el tercer grande en descender la Categoría. Estuvo en la Serie B de 2021 y 2022.

El único "grande" que no descendió: El Barcelona es el único equipo de los llamados grandes del Ecuador que no descendió a la B; aunque quedó en última posición en el ya desaparecido torneo provincial de ASO Guayas, sin embargo, el equipo U. D. Valdez renunció a su cupo en dicho torneo, el cual fue ocupado por Barcelona.
Consumado el descenso de Liga a la Serie B (último grande en conocer la categoría), Barcelona es el único equipo en toda la historia del fútbol profesional en el Ecuador en evitar el descenso a la segunda división. Vinotinto Ecuador, ascendido en 2024, Libertad, ascendido en 2022, Orense, ascendido en 2019, e Independiente del Valle, ascendido en 2009, son los otros equipos que nunca descendieron de la primera categoría.

### Otros descensos de Liga
Durante que Liga, otros dos equipos de los considerados grandes del fútbol ecuatoriano habían pasado por la misma situación:
- Liga en 1972 El 28 de enero de 1973, Liga perdió 2 a 1 con Universidad Católica en el Estadio Olímpico Atahualpa y fue el primer grande en descender la Categoría. Estuvo en la Segunda Categoría en 1973.
- Liga en 1978 El 13 de agosto de 1978, Liga perdió 2 a 1 con el Técnico Universitario en el Estadio Bellavista finalmente perdió la categoría y descendió por segunda vez a la Serie B. Estuvo en la Segunda Etapa de la Serie B de 1978.

## Alineaciones
|            | Guardameta     | Jacinto Espinoza  |  |
|            | Defensa        | Ulises de la Cruz |  |
|            | Defensa        | Santiago Jácome   |  |
|            | Defensa        | Néicer Reasco     |  |
|            | Centrocampista | Alfonso Obregón   |  |
|            | Centrocampista | Luis González     |  |
|            | Centrocampista | Alex Escobar      |  |
|            | Centrocampista | Líder Mejía       |  |
|            | Delantero      | Franklin Salas    |  |
|            | Delantero      | Patricio Hurtado  |  |
|            | Delantero      | Eduardo Hurtado   |  |
|            | Delantero      | Javier Díaz       |  |
| Entrenador | Entrenador     | Fernando Díaz     |  |

|  | POR | width=55% | width=25%\| |
|  | DEF |           |             |
|  | DEF | Capitán   |             |
|  | DEF | ]         |             |
|  | DEF | Argentina |             |
|  | MED |           |             |
|  | MED |           |             |
|  | MED | Argentina |             |
|  | MED | Argentina |             |
|  | MED |           |             |
|  | DEL |           |             |

| 16 | MED | width=65% | width=15%\| |
| 9  | DEL | width=65% | width=15%\| |
| 19 | MED | width=65% | width=15%\| |

| Anotado |  | Ulises de la Cruz | 1-2 |
| Anotado |  | Luis González     | 2-3 |
| Anotado |  | Javier Díaz       | 3-3 |

| Anotado |  | Cristian Gómez | 0-1 |
| Anotado |  | Óscar Pacheco  | 0-2 |
| Anotado |  | Cristian Gómez | 1-3 |

|  |
|  |
|  |

| Árbitro             | Bandera de Ecuador |
| Árbitros asistentes | Bandera de Ecuador |
| Árbitros asistentes | Bandera de Ecuador |
| Cuarto árbitro      | Bandera de Ecuador |

|            | Guardameta     | Jacinto Espinoza  |  |
|            | Defensa        | Ulises de la Cruz |  |
|            | Defensa        | Santiago Jácome   |  |
|            | Defensa        | Néicer Reasco     |  |
|            | Centrocampista | Alfonso Obregón   |  |
|            | Centrocampista | Luis González     |  |
|            | Centrocampista | Alex Escobar      |  |
|            | Centrocampista | Líder Mejía       |  |
|            | Delantero      | Franklin Salas    |  |
|            | Delantero      | Patricio Hurtado  |  |
|            | Delantero      | Eduardo Hurtado   |  |
|            | Delantero      | Javier Díaz       |  |
| Entrenador | Entrenador     | Fernando Díaz     |  |

|  | POR | width=55% | width=25%\| |
|  | DEF |           |             |
|  | DEF | Capitán   |             |
|  | DEF | ]         |             |
|  | DEF | Argentina |             |
|  | MED |           |             |
|  | MED |           |             |
|  | MED | Argentina |             |
|  | MED | Argentina |             |
|  | MED |           |             |
|  | DEL |           |             |

| 16 | MED | width=65% | width=15%\| |
| 9  | DEL | width=65% | width=15%\| |
| 19 | MED | width=65% | width=15%\| |

| Anotado |  | Ulises de la Cruz | 1-2 |
| Anotado |  | Luis González     | 2-3 |
| Anotado |  | Javier Díaz       | 3-3 |

| Anotado |  | Cristian Gómez | 0-1 |
| Anotado |  | Óscar Pacheco  | 0-2 |
| Anotado |  | Cristian Gómez | 1-3 |

|  |
|  |
|  |

| Árbitro             | Bandera de Ecuador |
| Árbitros asistentes | Bandera de Ecuador |
| Árbitros asistentes | Bandera de Ecuador |
| Cuarto árbitro      | Bandera de Ecuador |

## Consecuencias
- Tras el descenso, el director técnico del equipo, Fernando Díaz, renunciaba a continuar desempeñando, tanto ese, como cualquier otro cargo en la institución.
- Asumió como su sucesor el, ahora exentrenador del Centro Deportivo Olmedo de Riobamba, que fue campeón nacional en el año 2000 por única vez, Julio Daniel Asad quien estaría acompañado por su hijo, Leandro Asad.
- Lágrimas, maldiciones, insultos, tirones de cabello eran escenas repetidas alrededor del estadio de Ponciano.
- Darío Ávila Rivas, presidente de la institución, anticipó que no dimitiría, manteniéndose en él hasta que finalizara; expresó: «Me van a tener que sacar con los pies para adelante»; ese mismo día, fue víctima de múltiples amenazas.
- La empresa de indumentaria auspiciante Umbro vistió al equipo sobre la base de un contrato de veinte años por 20 millones de dólares, el cual vence en el año 2017. A través de un comunicado señaló que continuaría ligada a la institución cuando volviera a la Serie A.
- La empresa auspiciante Parmalat tiene un contrato de 2,5 millones de dólares por año, el cual vence en el mes de diciembre del año 2001. Finalmente, no se renovaría y el club terminaría arreglando con Santal de Parmalat.
- La empresa auspiciante Ecuatoriana de Aviación tiene un contrato por 600.000 dólares, el cual vence en diciembre del año 2000. La misma decidió no renovarlo, argumentando conflictos para capitalizar sus empresas en el país debido a las trabas a las capitalizaciones de empresas impuestas por el gobierno a consecuencia de la fusión del vínculo aliado en alianza con LAN Chile.
- Del plantel de Liga se marcharían Obregón, Escobar, el "Chinto" Espinoza, el "Tanque" Hurtado y el "Patogol" Hurtado, debido al término de sus contratos. Ambrosi, Salas, Jácome, Carcelén, González, Guevara, Reasco y Alman pedirían su libertad de acción a cambio del dinero que el club les adeuda.
- Exintegrantes del equipo de Liga manifestaron sus deseos de volver al club para potenciarlo en la Serie B, entre ellos están Carlos Ernesto Berrueta, y Polo Carrera.
- Paúl Ambrosi, Franklin Salas, Santiago Jácome, Nixon Carcelén, Luis González, Paúl Guevara y Leonel Alman expresaron también expresó su deseo de regresar a la institución, aunque, en un principio, fuera reticente a hacerlo mientras Ávila fuera el presidente: En ningún momento me valoró...él siempre mira hacia arriba, con tono de soberbio. Finalmente, luego de una disculpa personal del propio Ávila, arreglaron sus diferencias. Solo resta primero que el jugador firme la finalización anticipada del préstamo con el Barcelona, y luego que Liga negocie con el Aucas la desvinculación del atacante.
- Luis Capurro tras disputar la final de la Copa Libertadores 1998 con Barcelona manifestó igualmente su sueño de volver a Liga: Soy hincha desde chiquito, me dio una pensión, educación y me formó como persona...me muero de ganas de ponerme la camiseta.
- Carlos Ernesto Berrueta, quien fuera uno de los ídolos Liguistas en los años '90, expresó su deseo de jugar en el equipo que disputará la Serie B. El "Gringo" había sido marginado del plantel por Fernando Díaz, pero a pesar de ello en noviembre del 2000, aún mantenía un contrato con la institución. Finalmente, Asad le ofreció un lugar en el cuerpo técnico, pero descartó tenerlo en cuenta como entrenador del Olmedo, que fue campeón nacional en el año 2000 por única vez.
- El Mago Salas también se sumó a los que quieren regresar.
- Muchos de estos jugadores, lejos de recibir la bienvenida de la dirigencia de Liga, fueron descartados por Ávila, quién aseguró que: sólo nos interesaba contar con Franklin Salas, además de la vuelta de Néicer Reasco y Leonel Alman, asimismo indicó que: Asad no tiene intenciones de que vuelva Berrueta.
- En la Serie B, los partidos de Liga en los que juegue de local y visitante serían transmitidos por la televisión abierta del canal nacional Gamavisión, según comunicó el titular del canal Álvaro Dassum, pero no se dio.
- En la Serie B, los partidos de Liga en los que juegue de local y visitante fueron transmitidos por la radio de la emisora capitalina Radio La Red 102.1 F.M., según comunicó el titular de la emisora capitalina Alfonso Laso Bermeo (†) y el director de aquella emisora capitalina Alfonso Laso Ayala (también conocido como Alfonso Laso Jr.) –hijo del ya fallecido Alfonso Laso Bermeo (†)–, pero dio éxito.

## El regreso a la Serie A
El día 27 de octubre de 2001, 356 días después de consumado el descenso, Liga concretó el ascenso a la Serie A al consagrarse campeón del torneo de la Serie B, después de vencer al Deportivo Quevedo por goleada de 5 a 0 en la última fecha del campeonato.
Curiosamente, en la primera fecha se enfrentó nuevamente a Olmedo en el Estadio Olímpico de Riobamba, terminando el partido con un empate de 1 gol por bando. El 7 de abril, se produce el primer superclásico en la Casa Blanca tras el retorno de Liga a la Serie A de Ecuador con un empate 4 a 4. Finalmente, terminó en la 4° posición de la Liguilla final con 15 puntos (4 ganados, 2 empatados y 4 perdidos).